# Ааппілатток (острів)
Острів Ааппілатток (стара написання: Augpilagtoq) - острів у муніципалітеті Каасуїтсуп на північному заході Гренландії. Це один з двох однойменних островів архіпелагу Упернавік .

## Географія
Острів Ааппілатток розташований у південній частині архіпелагу Упернавік. Він утворює частину ланцюга островів, що межує з півдня з Упернавіком Айсфіорд.  Острів відокремлений внутрішніми водними шляхами затоки Баффін від великого острова Нутаарміут на південному сході, від острова Нунаа на півдні та острова Аммауссарсуак на південному сході. 
Найвища точка на острові - 490 м (1 610 фут) Гора Пааттуп Какаа в центральній частині острова. Берегова лінія острова складна: острів майже у двох частинах - скелястий, і лише невеликий перешийк приєднується до половин. 

## Поселення
На острові живе поселення Ааппілатток, в якому проживає 180 осіб.  Поселення розташоване на північно-західній околиці острова.